# Martin Kippenberger
Martin Kippenberger (født 25. februar 1953, død 7. marts 1997) var en tysk maler. Han arbejdede blandt andet som maler, billedhugger og installationskunstner.
Han betragtes som en af sin generations mest betydningsfulde tyske malere, sammen med Albert Oehlen (de), hans bror Markus Oehlen (de) og Günther Förg (de).